# Juan Pablo Miño
Juan Pablo Miño Peña (Rosario, Argentina, 23 de agosto de 1987) es un futbolista argentino nacionalizado chileno que juega de volante en Brujas de Salamanca de la Segunda División de Chile.

## Clubes
| Club                 | País      | Año       |
| -------------------- | --------- | --------- |
| Central Córdoba      | Argentina | 2006-2008 |
| San Luis             | Chile     | 2009      |
| Deportes Antofagasta | Chile     | 2010      |
| Coquimbo Unido       | Chile     | 2011-2014 |
| Cobresal             | Chile     | 2014-2015 |
| Audax Italiano       | Chile     | 2015-2017 |
| Deportes Iquique     | Chile     | 2018-2019 |
| Santiago Wanderers   | Chile     | 2020-2021 |
| Deportes Iquique     | Chile     | 2021-2022 |
| Douglas Haig         | Argentina | 2023-2024 |
| Unión San Felipe     | Chile     | 2024      |
| Brujas de Salamanca  | Chile     | 2025-Act. |

## Palmarés

### Campeonatos nacionales
| Título           | Club     | País  | Año    |
| ---------------- | -------- | ----- | ------ |
| Primera División | Cobresal | Chile | 2015-C |